# Masaru Okunishi
Masaru Okunishi (jap. 奥西 勝, Okunishi Masaru; * 14. Januar 1926 in Nabari, Präfektur Mie; † 4. Oktober 2015 in Hachiōji, Präfektur Tokio) war ein japanischer Häftling, der wegen Mordes verurteilt 46 Jahre lang in einer Todeszelle einsaß.

## Leben
Masaru Okunishi lebte in dem abgeschiedenen Bergdorf Kuzuo in der Nähe von Nabari, war seit 1942 bei der japanischen Eisenbahngesellschaft beschäftigt und von 1944 bis 1945 Soldat im Zweiten Weltkrieg. Aus der 1947 geschlossenen Ehe mit seiner Frau Chieko stammten ein im selben Jahr geborener Sohn und eine 1960 geborene Tochter.
Okunishi wurde für schuldig befunden, am 28. März 1961 fünf Frauen, darunter seine Ehefrau, tödlich vergiftet zu haben. Die Opfer hatten Wein getrunken, der mit Pestiziden versetzt gewesen war. Zwölf weitere Menschen hatten mit Vergiftungserscheinungen überlebt. In einem ersten Gerichtsverfahren zog er sein Geständnis zu der Tat, das ihm zuvor offenbar unter polizeilicher Folter abgerungen worden war, wieder zurück. Okunishi wurde zunächst im Dezember 1964 aus Mangel an Beweisen freigesprochen, jedoch im Berufungsverfahren im September 1969 zum Tod verurteilt. Das Urteil wurde am 15. Juni 1972 vom Obersten Gerichtshof Japans bestätigt. Okunishi legte in der Folge sieben Mal Rechtsmittel gegen das Urteil ein. Schließlich gab das Strafgericht in Nagoya seinem Antrag auf Wiederaufnahme des Verfahrens statt. Der im April 2005 wiederaufgenommene Prozess wurde jedoch 2006 nach einem Einspruch der Staatsanwaltschaft wieder eingestellt. Laut Darstellung von Amnesty International sei dafür die Befürchtung der Justiz ausschlaggebend gewesen, eine etwaige Aufhebung des Todesurteils hätte das öffentliche Vertrauen in die Anwendung der Todesstrafe untergraben können. Zwei Gnadengesuche im Jahr 2013 und im Mai 2015 wurden zurückgewiesen. 
Okunishi war seit 2003 an Magenkrebs erkrankt und wurde im Juni 2012 vom Gefängnis in Nagoya ins Gefängniskrankenhaus von Hachiōji verlegt, wo er im Oktober 2015 im Alter von 89 Jahren starb.